# Ansamblul de construcții industriale ale S.A. „Barza Albă”
Ansamblul de construcții industriale ale S.A. „Barza Albă”, utilizate în scopul de producție, maturare și păstrare a divinului, precum și în scopuri turistice este un ansamblu de clădiri amplasat pe str. Victoriei, 49 în Bălți, Republica Moldova. Este un monument arhitectural de importanță națională inclus în Registrul monumentelor Republicii Moldova ocrotite de stat cu nr. 43 (municipiul Bălți). Datează din 1954-1970.